# Italië op de Olympische Zomerspelen 1936
Italië nam deel aan de Olympische Zomerspelen 1936 in Berlijn, Duitsland. Het uitstekende resultaat van vier jaar eerder, met de tweede plaats in het medailleklassement, werd dit keer niet gehaald.

## Medailleoverzicht
| Sport            | Olympiër(s) | Onderdeel                | Medaille |
| ---------------- | --- | ------------------------ | -------- |
| Atletiek         | Ondina Valla | 80m horden (m)           | Goud     |
| Boksen           | Ulderico Sergo | -53,5kg (m)              | Goud     |
| Schermen         | Franco Riccardi | degen (m)                | Goud     |
| Schermen         | Saverio Ragno Alfredo Pezzana Giancarlo Cornaggia-Medici Edoardo Mangiarotti Franco Riccardi Giancarlo Brusati | degen team (m)           | Goud     |
| Schermen         | Giulio Gaudini | floret (m)               | Goud     |
| Schermen         | Giulio Gaudini Gioacchino Guaragna Gustavo Marzi Giorgio Bocchino Manlio Di Rosa Ciro Verratti | floret team (m)          | Goud     |
| Voetbal          | Bruno Venturini Alfredo Foni Pietro Rava Giuseppe Baldo Achille Piccini Ugo Locatelli Annibale Frossi Libero Marchini Sergio Bertoni Carlo Biagi Francesco Gabriotti Giulio Cappelli Alfonso Negro Luigi Scarabello | mannen                   | Goud     |
| Zeilen           | Giovanni Reggio Bruno Bianchi Luigi De Manincor Domenico Mordini Luigi Poggi Enrico Poggi | 8m R-klasse              | Goud     |
| Atletiek         | Mario Lanzi | 800m (m)                 | Zilver   |
| Atletiek         | Orazio Mariani Gianni Caldana Elio Ragni Tullio Gonnelli | 4x100m (m)               | Zilver   |
| Boksen           | Gavino Matta | -50,8kg (m)              | Zilver   |
| Roeien           | Almiro Bergamo Guido Santin Luciano Negrini | twee-met (m)             | Zilver   |
| Roeien           | Guglielmo Del Bimbo Dino Barsotti Oreste Grossi Enzo Bartolini Mario Checcacci Dante Secchi Ottorino Quaglierini Enrico Garzelli Cesare Milani                                                                      | acht (m)                 | Zilver   |
| Schermen         | Saverio Ragno | degen (m)                | Zilver   |
| Schermen         | Gustavo Marzi | sabel (m)                | Zilver   |
| Schermen         | Vincenzo Pinton Giulio Gaudini Aldo Masciotta Gustavo Marzi Aldo Montano Athos Tanzini | sabel team (m)           | Zilver   |
| Wielersport      | Severino Rigoni Bianco Bianchi Mario Gentili Armando Latini | ploegenachtervolging (m) | Zilver   |
| Atletiek         | Luigi Beccali | 1500m (m)                | Brons    |
| Atletiek         | Giorgio Oberweger | discuswerpen (m)         | Brons    |
| Moderne vijfkamp | Silvano Abba | individueel (m)          | Brons    |
| Schermen         | Giancarlo Cornaggia-Medici | degen (m)                | Brons    |
| Schermen         | Giorgio Bocchino | floret (m)               | Brons    |

## Deelnemers en resultaten

### Atletiek
| Olympiër                                                        | Discipline               | Resultaat | Prestatie                                                                    |
| --------------------------------------------------------------- | ------------------------ | --------- | ---------------------------------------------------------------------------- |
| Mario Lanzi                                                     | 400m (m)                 | 8e        | serie 3: 2de in 49,3 kwartfinale 1: 3de in 48,8 halve finale 1: 4de in 48,2  |
| Mario Lanzi                                                     | 800m (m)                 | Zilver    | serie 5: 2de in 1.56,1 halve finale 3: 2de in 1.54,1 finale: 2de in 1.53,3   |
| Luigi Beccali                                                   | 1500m (m)                | Brons     | serie 3: 1ste in 3.55,6 finale: 3de in 3.49,2                                |
| Umberto Cerati                                                  | 5000m (m)                | 7e        | serie 1: 1ste in 15.01,0 finale: 7de in 14.44,4                              |
| Salvatore Mastroieni                                            | 5000m (m)                | 16e       | serie 3: 6de in 15.02,2                                                      |
| Giuseppe Beviacqua                                              | 10000m (m)               | 11e       | 31.57,0                                                                      |
| Gianni Caldana                                                  | 110m horden (m)          | 13e       | serie 6: 3de in 15,1                                                         |
| Luigi Facelli                                                   | 400m horden (m)          | 19e       | serie 2: 3de in 55,1                                                         |
| Emilio Mori                                                     | 400m horden (m)          | 24e       | serie 3: 6de in 55,6                                                         |
| Umberto Ridi                                                    | 400m horden (m)          | 22e       | serie 4: 4de in 55,5                                                         |
| Bruno Betti                                                     | 3000m steeplechase (m)   | series    | serie 3: 7de                                                                 |
| Giuseppe Lippi                                                  | 3000m steeplechase (m)   | series    | serie 1: 8ste                                                                |
| Orazio Mariani Gianni Caldana Elio Ragni Tullio Gonnelli        | 4x100m (m)               | Zilver    | serie 1: 2de in 41,1 finale: 2de in 41,1                                     |
| Angelo Ferrario Marsilio Rossi Otello Spampani Mario Lanzi      | 4x400m (m)               | 8e        | serie 3: 3de in 3.16,6                                                       |
| Giannino Bulzone                                                | marathon (m)             | DNF       | niet gefinisht                                                               |
| Aurelio Genghini                                                | marathon (m)             | DNF       | niet gefinisht                                                               |
| Mario Brignoli                                                  | 50km snelwandelen (m)    | 12e       | 4:58.12,0                                                                    |
| Giuseppe Gobbato                                                | 50km snelwandelen (m)    | 14e       | 4:49.51,0                                                                    |
| Ettore Rivolta                                                  | 50km snelwandelen (m)    | 12e       | 4:48.47,0                                                                    |
| Gianni Caldana                                                  | verspringen (m)          | 12e       | 7,26m                                                                        |
| Arturo Maffei                                                   | verspringen (m)          | 4e        | 7,73m                                                                        |
| Danilo Innocenti                                                | polsstokhoogspringen (m) | 6e        | kwalificatie: 1ste met 3,80m finale: 6de met 4,00m                           |
| Ruggero Biancani                                                | discuswerpen (m)         | 13-31e    |                                                                              |
| Giorgio Oberweger                                               | discuswerpen (m)         | Brons     | kwalificatie: 4de met 46,00m finale: 3de met 49,23m                          |
| Giovanni Cantagalli                                             | kogelslingeren (m)       | 15e       | 47,42m                                                                       |
|                                                                 |                          |           |                                                                              |
| Claudia Testoni                                                 | 100m (v)                 | series    | serie 5: 5de                                                                 |
| Claudia Testoni                                                 | 80m horden (v)           | 4e        | serie 1: 1ste in 12,0 halve finale 2: 3de in 11,8 finale: 4de in 11,82       |
| Ondina Valla                                                    | 80m horden (v)           | Goud      | serie 1: 2de in 11,9 halve finale 1: 1ste in 11,6 (WR) finale: 1ste in 11,78 |
| Lidia Bongiovanni Ondina Valla Fernanda Bullano Claudia Testoni | 4x100m (v)               | 4e        | serie 2: 3de in 48,6 finale: 4de in 48,7                                     |

### Basketbal
| Olympiër | Discipline | Resultaat | Prestatie |
| --- | ---------- | --------- | --- |
| Egidio Premiani Remo Piana Mike Pelliccia Sergio Paganella Mario Novelli Adolfo Mazzini Giancarlo Marinelli Emilio Giasetti Livio Franceschini Galeazzo Dondi Enrico Castelli Ambrogio Bessi Gino Basso | mannen     | 7e        | 1ste ronde: W van Polen: 44-28 2de ronde: W van Duitsland: 58-16 3de ronde: W van Chili: 27-19 kwartfinale: V van Mexico: 17-34 5-8ste plek: V van Filipijnen: 14-32 |

### Boksen
| Olympiër            | Discipline  | Resultaat | Prestatie |
| ------------------- | ----------- | --------- | --- |
| Gavino Matta        | -50,8kg (m) | Zilver    | 1ste ronde: W van NED Lambillion: punten 2de ronde: W van DEN Frederiksen: punten kwartfinale: W van BEL Degryse: punten halve finale: W van USA Laurie: punten finale: V van GER Kaiser: punten |
| Ulderico Sergo      | -53,5kg (m) | Goud      | 1ste ronde: vrij 2de ronde: W van HUN Kubinyi: punten kwartfinale: W van BEL Cornelis: punten halve finale: W van SWE Cederberg: punten finale: W van USA Wilson: punten                         |
| Giuseppe Farfanelli | -57,2kg (m) | 17e       | 1ste ronde: V van GBR Treadaway: punten |
| Marino Facchin      | -61,2kg (m) | 9e        | 1ste ronde: W van ROU David: punten 2de ronde: V van SWE Ågren: punten |
| Umberto Pittori     | -66,7kg (m) | 17e       | 1ste ronde: V van HUN Mándi: punten |
| Benito Totti        | -72,6kg (m) | 9e        | 1ste ronde: vrij 2de ronde: V van GER Baumgarten: punten |
| Erminio Bolzan      | -79,4kg (m) | 9e        | 1ste ronde: vrij 2de ronde: V van GER Vogt: punten |
| Secondo De Marchi   | +79,4kg (m) | 9e        | 1ste ronde: vrij 2de ronde: V van GBR Stuart: punten |

### Gewichtheffen
| Olympiër         | Discipline  | Resultaat | Prestatie                                                                              |
| ---------------- | ----------- | --------- | -------------------------------------------------------------------------------------- |
| Attilio Bescapè  | -60kg (m)   | 6e        | drukken: 3de met 85kg trekken: 6de met 90kg stoten: 9de met 110kg totaal: 287,5kg      |
| Umberto Brizzi   | -60kg (m)   | 9e        | drukken: 3de met 85kg trekken: 13de met 82,5kg stoten: 9de met 110kg totaal: 277,5kg   |
| Gastone Pierini  | -67,5kg (m) | 10e       | drukken: 4de met 95kg trekken: 11de met 90kg stoten: 10de met 115kg totaal: 300kg      |
| Carlo Galimberti | -75kg (m)   | 7e        | drukken: 4de met 100kg trekken: 7de met 102,5kg stoten: 8ste met 130kg totaal: 332,5kg |

### Kanovaren
| Olympiër        | Discipline     | Resultaat | Prestatie              |
| --------------- | -------------- | --------- | ---------------------- |
| Elio Sasso Sant | K-1 1000m (m)  | 9e        | serie 1: 5de in 4.50,2 |
| Elio Sasso Sant | K-1 10000m (m) | 8e        | 49.20,0                |

### Moderne vijfkamp
| Olympiër       | Discipline      | Resultaat | Prestatie    |
| -------------- | --------------- | --------- | ------------ |
| Silvano Abbà   | individueel (m) | Brons     | 45,5 punten  |
| Ugo Ceccarelli | individueel (m) | 15e       | 93,5 punten  |
| Franco Orgera  | individueel (m) | 22e       | 109,5 punten |

### Paardensport
| Olympiër                                                   | Discipline  | Resultaat | Prestatie          |
| Eventing                                                   | Eventing    | Eventing  | Eventing           |
| ---------------------------------------------------------- | ----------- | --------- | ------------------ |
| Giuseppe Chiantia                                          | individueel | 17e       | 131,70 strafpunten |
| Ranieri, Count Di Campello                                 | individueel | 31e       | 149,50 strafpunten |
| Dino Ferruzzi                                              | individueel | 7e        | 113 strafpunten    |
| Giuseppe Chiantia Ranieri, Count Di Campello Dino Ferruzzi | team        | DSQ       | gediskwalificeerd  |
| Springconcours                                             |             |           |                    |
| Renzo Bonivento                                            | individueel | 15e       | 18,75 strafpunten  |
| Gerardo Conforti                                           | individueel | 16e       | 20,00 strafpunten  |
| Fernando Filipponi                                         | individueel | DNF       | niet gefinisht     |
| Renzo Bonivento Gerardo Conforti Fernando Filipponi        | team        | DSQ       | gediskwalificeerd  |

### Roeien
| Olympiër | Discipline      | Resultaat | Prestatie                                                                 |
| --- | --------------- | --------- | ------------------------------------------------------------------------- |
| Riccardo Steinleitner | skiff (m)       | 9e        | serie 4: 2de in 7.30,6 herkansingen: 2de in 7.31,4                        |
| Almiro Bergamo Guido Santin Luciano Negrini | twee-met (m)    | Zilver    | serie 1: 2de in 7.33,6 herkansingen: 1ste in 8.50,0 finale: 2de in 8.49,7 |
| Antonio Ghiardello Luigi Luscardo Aldo Pellizzoni Francesco Pittaluga                                                                          | vier-zonder (m) | 4e        | serie 2: 3de in 6.34,5 herkansingen: 2de in 7.33,9 finale: 4de in 7.12,4  |
| Giliante D'Este Valerio Perentin Renato Petronio Nicolò Vittori Umberto Vittori                                                                | vier-met (m)    | 11e       | serie 3: 2de in 6.50,2 herkansingen: 3de in 8.15,4                        |
| Guglielmo Del Bimbo Dino Barsotti Oreste Grossi Enzo Bartolini Mario Checcacci Dante Secchi Ottorino Quaglierini Enrico Garzelli Cesare Milani | acht (m)        | Zilver    | serie 2: 2de in 6.10,1 herkansingen: 1ste in 6.35,6 finale: 2de in 6.26,0 |

### Schermen
| Olympiër | Discipline      | Resultaat | Prestatie |
| --- | --------------- | --------- | --- |
| Giancarlo Cornaggia-Medici                                                                                     | degen (m)       | Brons     | 1ste ronde groep 4: 4de met 5 overwinningen kwartfinale 4: 3de met 5 overwinningen halve finale 1: 3de met 5 overwinningen finale: 3de met 6 overwinningen                                                 |
| Saverio Ragno                                                                                                  | degen (m)       | Zilver    | 1ste ronde groep 7: 3de met 5 overwinningen kwartfinale 2: 4de met 6 overwinningen halve finale 1: 2de met 6 overwinningen finale: 2de met 6 overwinningen                                                 |
| Franco Riccardi                                                                                                | degen (m)       | Goud      | 1ste ronde groep 5: 1ste met 7 overwinningen kwartfinale 3: 1ste met 6 overwinningen halve finale 2: 2de met 6 overwinningen finale: 1ste met 5 overwinningen                                              |
| Saverio Ragno Alfredo Pezzana Giancarlo Cornaggia-Medici Edoardo Mangiarotti Franco Riccardi Giancarlo Brusati | degen team (m)  | Goud      | 1ste ronde groep 6: 1ste met 1 overwinning kwartfinale 1: 1ste met 1 overwinning halve finale 2: 1ste met 2 overwinningen finale: 1ste met 3 overwinningen                                                 |
| Giorgio Bocchino                                                                                               | floret (m)      | Brons     | 1ste ronde groep 7: 2de met 4 overwinningen 2de ronde groep 1: 4de met 2 overwinningen kwartfinale 4: 1ste met 3 overwinningen halve finale 1: 2de met 5 overwinningen finale: 3de met 4 overwinningen     |
| Giulio Gaudini                                                                                                 | floret (m)      | Goud      | 1ste ronde groep 1: 1ste met 5 overwinningen 2de ronde groep 2: 1ste met 3 overwinningen kwartfinale 1: 1ste met 4 overwinningen halve finale 1: 1ste met 6 overwinningen finale: 1ste met 7 overwinningen |
| Gioacchino Guaragna                                                                                            | floret (m)      | 5e        | 1ste ronde groep 9: 1ste met 5 overwinningen 2de ronde groep 5: 3de met 3 overwinningen kwartfinale 3: 2de met 3 overwinningen halve finale 2: 1ste met 6 overwinningen finale: 5de met 3 overwinningen    |
| Giulio Gaudini Gioacchino Guaragna Gustavo Marzi Giorgio Bocchino Manlio Di Rosa Ciro Verratti                 | floret team (m) | Goud      | 1ste ronde groep 5: 1ste met 1 overwinning kwartfinale 2: 1ste met 1 overwinning halve finale 1: 1ste met 3 overwinningen finale: 1ste met 3 overwinningen                                                 |
| Giulio Gaudini                                                                                                 | sabel (m)       | 6e        | 1ste ronde groep 3: 2de met 5 overwinningen kwartfinale 2: 1ste met 3 overwinningen halve finale 2: 3de met 3 overwinningen finale: 6de met 3 overwinningen                                                |
| Gustavo Marzi                                                                                                  | sabel (m)       | Zilver    | 1ste ronde groep 9: 1ste met 4 overwinningen kwartfinale 3: 1ste met 5 overwinningen halve finale 1: 1ste met 3 overwinningen finale: 2de met 6 overwinningen                                              |
| Vincenzo Pinton                                                                                                | sabel (m)       | 5e        | 1ste ronde groep 8: 1ste met 5 overwinningen kwartfinale 6: 1ste met 4 overwinningen halve finale 3: 1ste met 4 overwinningen finale: 5de met 5 overwinningen                                              |
| Vincenzo Pinton Giulio Gaudini Aldo Masciotta Gustavo Marzi Aldo Montano Athos Tanzini                         | sabel team (m)  | Zilver    | 1ste ronde groep 6: 1ste met 1 overwinning kwartfinale 2: 2de met 1 overwinning halve finale 1: 1ste met 2 overwinningen finale: 2de met 2 overwinningen                                                   |

### Schietsport
| Olympiër               | Discipline              | Resultaat | Prestatie                       |
| ---------------------- | ----------------------- | --------- | ------------------------------- |
| Lodovico Nulli         | 50m geweer liggend (m)  | 36e       | 290 punten                      |
| Carlo Varetto          | 50m geweer liggend (m)  | 23e       | 292 punten                      |
| Mario Zorzi            | 50m geweer liggend (m)  | 8e        | 295 punten                      |
| Giancarlo Boriani      | 50m pistool (m)         | 32e       | 506 punten: (80-85-86-90-79-86) |
| Stefano Margotti       | 50m pistool (m)         | 21e       | 518 punten: (84-84-82-93-88-87) |
| Ugo Pistolesi          | 50m pistool (m)         | 36e       | 502 punten: (86-80-88-80-87-81) |
| Walter Boninsegni      | 25m snelvuurpistool (m) | 6e        | 29 punten                       |
| Michelangelo Borriello | 25m snelvuurpistool (m) | 18e       | 23 punten                       |
| Bruno Giacconi         | 25m snelvuurpistool (m) | 11e       | 28 punten                       |

### Schoonspringen
| Olympiër           | Discipline    | Resultaat | Prestatie    |
| ------------------ | ------------- | --------- | ------------ |
| Carlo Dibiasi      | 10m toren (m) | 10e       | 90,66 punten |
| Franco Ferraris    | 10m toren (m) | 22e       | 77,60 punten |
| Ferrero Marianetti | 10m toren (m) | 17e       | 82,78 punten |

### Turnen
| Olympiër | Discipline               | Resultaat | Prestatie      |
| --- | ------------------------ | --------- | -------------- |
| Egidio Armelloni | individuele meerkamp (m) | 36e       | 101,601 punten |
| Oreste Capuzzo | individuele meerkamp (m) | 30e       | 102,500 punten |
| Danilo Fioravanti | individuele meerkamp (m) | 37e       | 101,467 punten |
| Savino Guglielmetti | individuele meerkamp (m) | 12e       | 107,699 punten |
| Romeo Neri | individuele meerkamp (m) | 111e      | 26,267 punten  |
| Otello Ternelli | individuele meerkamp (m) | 42e       | 100,498 punten |
| Franco Tognini | individuele meerkamp (m) | 39e       | 101,266 punten |
| Nicolò Tronci | individuele meerkamp (m) | 41e       | 100,600 punten |
| Egidio Armelloni Oreste Capuzzo Danilo Fioravanti Savino Guglielmetti Romeo Neri Otello Ternelli Franco Tognini Nicolò Tronci | meerkamp team (m)        | 5e        | 615,133 punten |
| |                          |           |                |
| Anna Avanzini Vittoria Avanzini Clara Bimbocci Ebore Canella Pina Cipriotto Elda Cividino Gianna Guaita Carmela Toso          | meerkamp team (v)        | 7e        | 442,050 punten |

### Voetbal
| Olympiër | Discipline | Resultaat | Prestatie |
| --- | ---------- | --------- | --- |
| Bruno Venturini Gianni Ferrero Alfredo Foni Pietro Rava Giuseppe Baldo Achille Piccini Ugo Locatelli Anibale Frossi Libero Marchini Luigi Scarbello Caro Biagi Giulio Capelli Sergio Bertoni Alfonso Negro Francisco Gabriotto Adolfo Giuntoli Mario Nicolini Carlo Girometta Sandro Puppo Corrado Tamietti Paolo Vanueci Lamberto Petri | mannen     | Goud      | 1ste ronde: W van Verenigde Staten: 1-0 kwartfinale: W van Japan: 8-0 halve finale: W van Noorwegen: 2-1 finale: W van Oostenrijk: 2-1 |

### Wielersport
| Olympiër                                                       | Discipline               | Resultaat | Prestatie |
| Baan                                                           | Baan                     | Baan      | Baan |
| -------------------------------------------------------------- | ------------------------ | --------- | --- |
| Benedetto Pola                                                 | sprint (m)               | 4e        | serie 5: W van CHN Wing: 14,0 2de ronde serie 4: W van NZL Giles: 12,6 kwartfinale 3: W van Zwitserland Wägelin: 12,6 halve finale 1: V van GER Merkens bronzen finale: V van FRA Chaillot: 0-2 |
| Benedetto Pola                                                 | tijdrit (m)              | 4e        | 1.13,6 |
| Carlo Legutti Bruno Loatti                                     | tandem (m)               | 4e        | serie 4: W van GBR Chambers/Sibbit: 11,6 kwartfinale 4: W van USA Logan/Sellinger: 11,0 halve finale 2: V van NED Leene/Ooms bronzen finale: V van FRA Georget/Maton: 0-2                       |
| Severino Rigoni Bianco Bianchi Mario Gentili Armando Latini    | ploegenachtervolging (m) | Zilver    | kwalificatie: 4de in 4.49,6 2de ronde: 2de in 4.47,4 halve finale: W van Groot-Brittannië: 4.49,2 finale: V van Frankrijk: 4.51,0                                                               |
| Weg                                                            |                          |           | |
| Corrado Ardizzoni                                              | wegwedstrijd (m)         | 16e       | 2:33.08,0 |
| Elio Bavutti                                                   | wegwedstrijd (m)         | 39-94e    | |
| Pierino Favalli                                                | wegwedstrijd (m)         | 7e        | 2:33.06,2 |
| Glauco Servadei                                                | wegwedstrijd (m)         | 15e       | 2:33.07,8 |
| Corrado Ardizzoni Elio Bavutti Pierino Favalli Glauco Servadei | wegwedstrijd team (m)    | 4e        | 7:39.22,0 |

### Worstelen
| Olympiër          | Discipline  | Resultaat   | Prestatie |
| Vrije stijl       | Vrije stijl | Vrije stijl | Vrije stijl |
| ----------------- | ----------- | ----------- | --- |
| Marcello Nizzola  | -56kg (m)   | 7e          | 1ste ronde: W van TCH Nič 2de ronde: V van HUN Zombori: 1-2 3de ronde: V van FIN Jaskari: 0-3                                                  |
| Marco Gavelli     | -61kg (m)   | 7e          | 1ste ronde: V van SWE Frändfors 2de ronde: W van RSA Hall: 3-0 3de ronde: W van GBR Morrell: 3-0                                               |
| Paride Romagnoli  | -66kg (m)   | 7e          | 1ste ronde: W van AUS Garrad: 3-0 2de ronde: W van BEL Lalemand 3de ronde: V van HUN Kárpáti: 0-3 4de ronde: V van GER Ehrl: 0-3               |
| Ercole Gallegati  | -79kg (m)   | 7e          | 1ste ronde: W van SWE Lindblom: 2-1 2de ronde: W van GER Schedler: 3-0 3de ronde: V van TUR Kireççi: 0-3                                       |
| Grieks-Romeins    |             |             | |
| Dante Bertoli     | -56kg (m)   | 8e          | 1ste ronde: W van EST Sikk: 3-0 2de ronde: W van EGY Erfan 3de ronde: V van ROU Tojar                                                          |
| Valentino Borgia  | -61kg (m)   | 6e          | 1ste ronde: W van GRE Biris: 3-0 2de ronde: W van LAT Kundsinsch: 3-0 3de ronde: vrij 4de ronde: V van TUR Erkan                               |
| Alberto Molfino   | -66kg (m)   | 5e          | 1ste ronde: W van GRE Vatanidis 2de ronde: V van SWE Olofsson 3de ronde: W van SUI Holinger 4de ronde: V van TCH Herda                         |
| Silvio Tozzi      | -72kg (m)   | 6e          | 1ste ronde: W van GRE Zakharias 2de ronde: W van TCH Zvonał: 3-0 3de ronde: V van FIN Virtanen 4de ronde: V van GER Schäfer                    |
| Ercole Gallegati  | -79kg (m)   | 6e          | 1ste ronde: W van DEN Frederiksen: 3-0 2de ronde: W van EST Mägi: 3-0 3de ronde: W van FIN Kokkinen: 2-1 4de ronde: V van GER Schweickert: 0-3 |
| Umberto Silvestri | -87kg (m)   | 5e          | 1ste ronde: W van FRA Houdry 2de ronde: W van NOR Knudsen 3de ronde: V van SWE Cadier 4de ronde: V van EST Neo                                 |
| Aleardo Donati    | +87kg (m)   | 6e          | 1ste ronde: W van TUR Çoban: 2-1 2de ronde: V van FIN Nyström: 0-3 3de ronde: W van TCH Klapuch 4de ronde: V van GER Hornfischer               |

### Zeilen
| Olympiër                                                                                  | Discipline         | Resultaat | Prestatie                      |
| ----------------------------------------------------------------------------------------- | ------------------ | --------- | ------------------------------ |
| Giuseppe Fago                                                                             | eenmans Olympiajol | 5e        | 115 punten: (14-5-DNF-4-7-3-8) |
| Federico De Luca Riccardo De Sangro Fondi                                                 | star klasse        | 9e        | 34 punten: (8-7-5-11-9-10-7)   |
| Renato Cosentino Giuliano Oberti Massimo Oberti Giovanni Stampa Giuseppe Volpi            | 6m R-klasse        | 5e        | 50 punten: (7-5-1-9-6-10-3)    |
| Giovanni Reggio Bruno Bianchi Luigi De Manincor Domenico Mordini Luigi Poggi Enrico Poggi | 8m R-klasse        | Goud      | 55 punten: (2-5-6-1-3-3-2)     |

Afghanistan · Argentinië · Australië · België · Bermuda · Bolivia · Brazilië · Brits-Indië · Bulgarije · Canada · Chili · Colombia · Costa Rica · Denemarken · Duitsland · Egypte · Estland · Filipijnen · Finland · Frankrijk · Griekenland · Groot-Brittannië · Hongarije · IJsland · Italië · Japan · Joegoslavië · Letland · Liechtenstein · Luxemburg · Malta · Mexico · Monaco · Nederland · Nieuw-Zeeland · Noorwegen · Oostenrijk · Peru · Polen · Portugal · Republiek China · Roemenië · Tsjecho-Slowakije · Turkije · Uruguay · Verenigde Staten · Zuid-Afrika · Zweden · Zwitserland